# Adriers
Adriers település Franciaországban, Vienne megyében. Lakosainak száma 701 fő (2022. január 1.). Adriers L’Isle-Jourdain, Lathus-Saint-Rémy, Moulismes, Moussac, Mouterre-sur-Blourde, Nérignac, Persac, Plaisance és Val-d’Oire-et-Gartempe községekkel határos.

## Népesség
A település népességének változása:
| Lakosok száma | 726  | 723  | 731  | 719  | 716  | 714  | 711  | 702  | 701  |
|               | 2013 | 2015 | 2016 | 2017 | 2018 | 2019 | 2020 | 2021 | 2022 |